# 尾引浩志
尾引 浩志（おびき ひろし）は、日本のホーメイ、口琴、イギル演奏家。倍音S・ジャンタルマンタルのメンバー。

## 概要
トゥヴァ共和国や日本でのホーメイコンテストで、グループ・ソロ部門で数々の賞を受賞している。現在、倍音S名義でソロ活動しており、倍音S以外のユニットへの参加や、ジャンベ奏者のヤマザキヤマトなど様々なジャンルのアーティストとコラボレーションしている。

## 略歴
- 1999年、『倍音S』を結成。
- 2005年、滝本晃司、サポートメンバーの斉藤哲也,西脇一弘と『ジャンタルマンタル』結成。
- 2006年、野村誠、片岡祐介と共にNHK教育テレビジョンの「あいのて」にレギュラー出演。

## 参加作品
- 夏目友人帳